# Wolfenstein: The Old Blood
A Wolfenstein: The Old Blood egy FPS típusú videójáték, amelyet a Bethesda Softworks adott ki 2015. május 5-én, az Id Software-rel és a Machine Games-szel együttműködve. A játék a Wolfenstein-sorozat 10. része, modern grafikával, a motorja az id Tech 5. 2011-től 2015-ig fejlesztették.

## Cselekmény
1946-ban a Náci Németország közel áll a második világháború megnyeréséhez, a General Wilhem „Deathshead" Strasse titkos létesítményében fejlesztett csúcstechnológiás fegyvereknek köszönhetően. Az Amerikai Hadsereg ezért elküldi Richard Wesleyt (Agent One), és  William „BJ“ Blazkowiczot (Agent Two) a Wolfenstein kastélyba, egy nagy titkos erődbe a Bajor-Alpokban, hogy megszerezzék a létesítmény helyét tartalmazó mappát. Az ügynököket egy rövid tűzharcot követően elfogják és a kastélyba zárják. Blazkowicz megszökik, Wesley viszont meghal. Blazkowicz, egy helyi partizán, Kessler segítségével a szomszédos városba, Wulfburgba megy. Azonban kiderül, hogy BJ-re korántsem csak a német katonák jelentenek veszélyt...